# Kościół św. Franciszka Ksawerego w Piotrkowie Trybunalskim
Kościół św. Franciszka Ksawerego w Piotrkowie Trybunalskim – rzymskokatolicki kościół rektoralny znajdujący się na terenie parafii św. Jakuba Apostoła w Piotrkowie Trybunalskim, sanktuarium Matki Bożej Trybunalskiej.

## Historia
Jezuici przybyli do Piotrkowa 1677 i początkowo dysponowali jedynie drewnianą kaplicą. Kamień węgielny pod budowę kościoła poświęcono w 1695, jednak z powodu trudności prace budowlane rozpoczęto w 1701. Kościół ukończono i konsekrowano w 1727. W 1731 kościół został zniszczony przez pożar, zaś w 1734 miała miejsce jego ponowna konsekracja. W 1773 miała miejsca kasacja zakonu, w wyniku której jezuici opuścili świątynię. W 1788 świątynię objęli pijarzy, którzy przenieśli z własnego zespołu klasztornego przy ul. Rwańskiej, zniszczonego w czasie pożaru w 1786. W 1864 skasowany został zakon pijarów, a tym samym usunięci zostali ze świątyni. Po odzyskaniu niepodległości przez Polskę kościołem w latach 1918–1927 ponownie zarządzali jezuici. Następnie do 1945 świątynię objęli księża diecezjalni. Ostatecznie jezuici powrócili do kościoła w 1945.

## Architektura
Kościół św. Franciszka Ksawerego jest najcenniejszym pod względem artystycznym zabytkiem architektonicznym Piotrkowa.
Świątynia harmonijnie łączy cechy baroku i rokoka, architekturę z barokową i rokokową rzeźbą, malarstwem i wyposażeniem wnętrza. Autorem projektu budowli był architekt J. I. Delamars. Kościół jest budowlą zasadniczo jednonawową, zakończoną półkolistym prezbiterium, ale posiada trzy pary kaplic otwartych arkadami do nawy głównej. Sklepienie nawy głównej - kolebkowe z lunetami,zaś kaplic - krzyżowe. Bryła kościoła zamyka kompozycyjnie ulicę Konarskiego, biegnącą od Rynku Trybunalskiego.
Wnętrze kościoła jest bogato zdobione, szczególnie zasługuje na uwagę barokowa polichromia Andrzeja Ahorna i Jana Raynera oraz bogato złocone ołtarze. Wyposażenie wnętrza zostało wykonane przez snycerzy i rzeźbiarzy jezuickich: Ignacego Bartscha ze Śląska, Ferdynanda Kiltza, Wolfganga Wimmera, Mateusza Makowskiego. W 1796 przeniesiono do kościoła barokową ambonę z dawnego kościoła pijarów, przeznaczonego na kościół ewangelicki.
W kościele w ołtarzu głównym znajduje się od 1829 obraz Matki Bożej Trybunalskiej, patronki polskich parlamentarzystów. Ołtarze boczne noszą wezwana: św. Iwona, św. Ignacego Loyoli, św. Stanisława Kostki, Matki Boskiej Łaskawej, Serca Jezusowego, św. Barbary.

## Galeria

Historyczne widoki kościoła
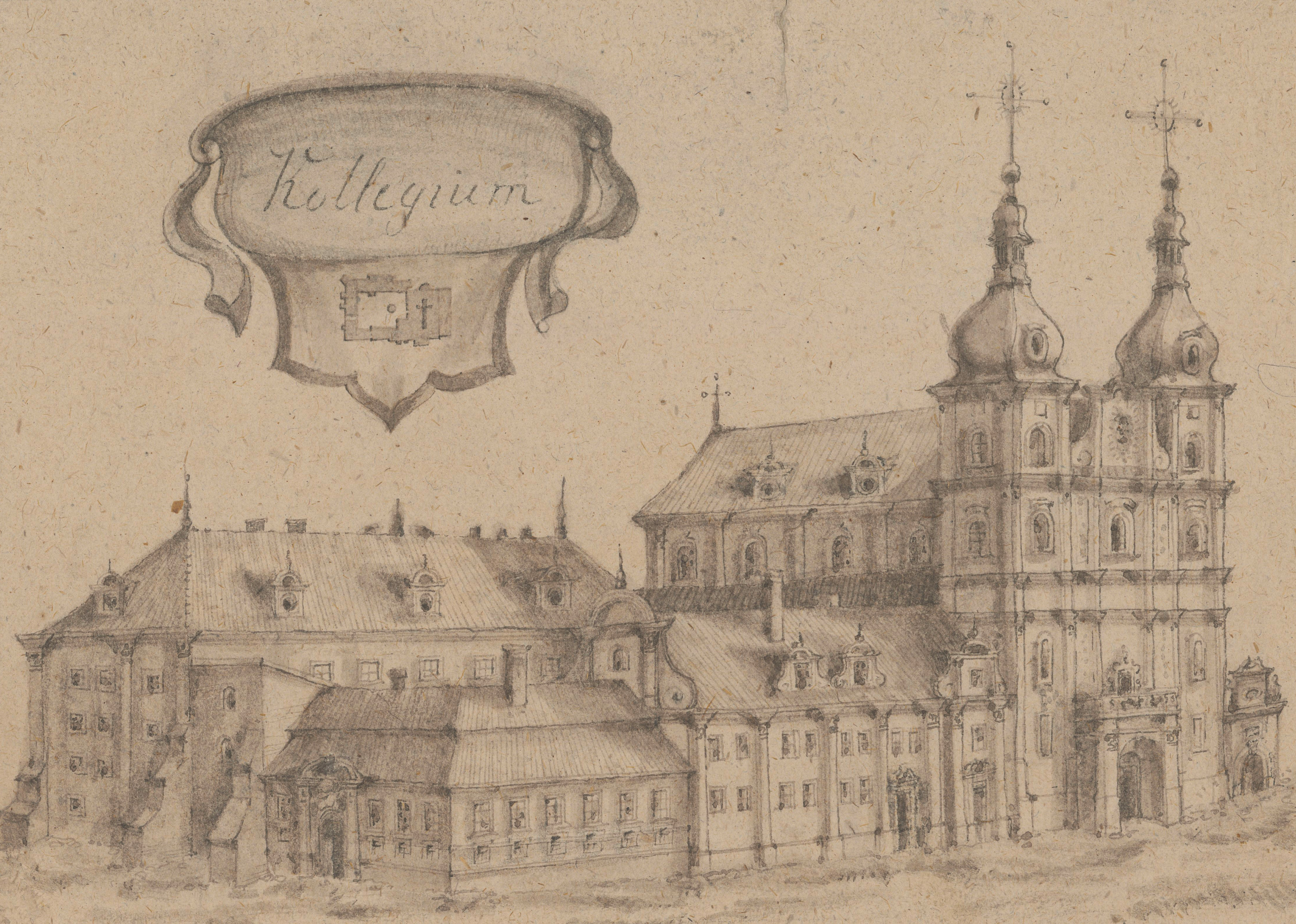
Kościół i klasztor na grafice z początku XIX w.
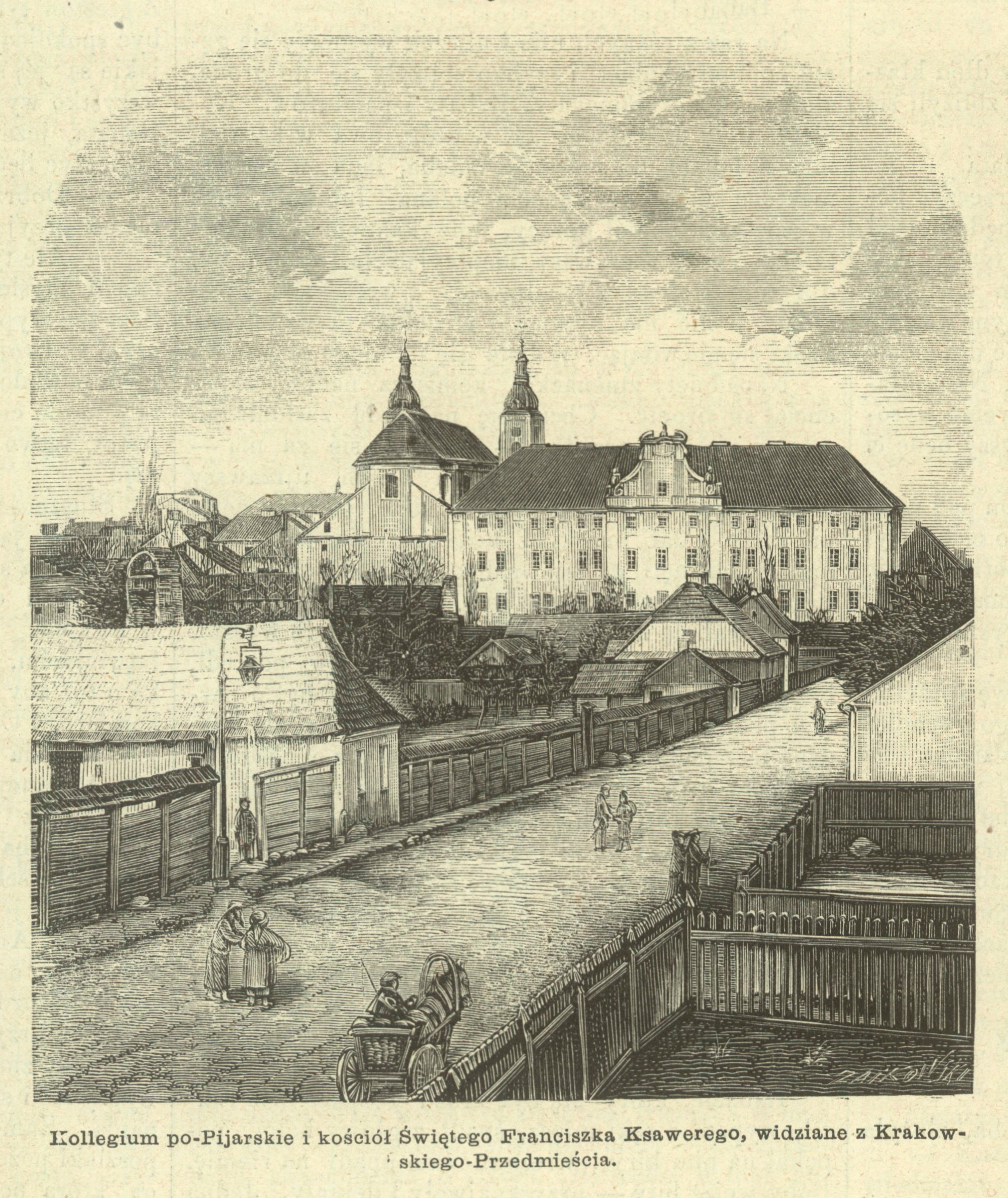
Kościół i kolegium od strony Krakowskiego Przedmieścia, 1870
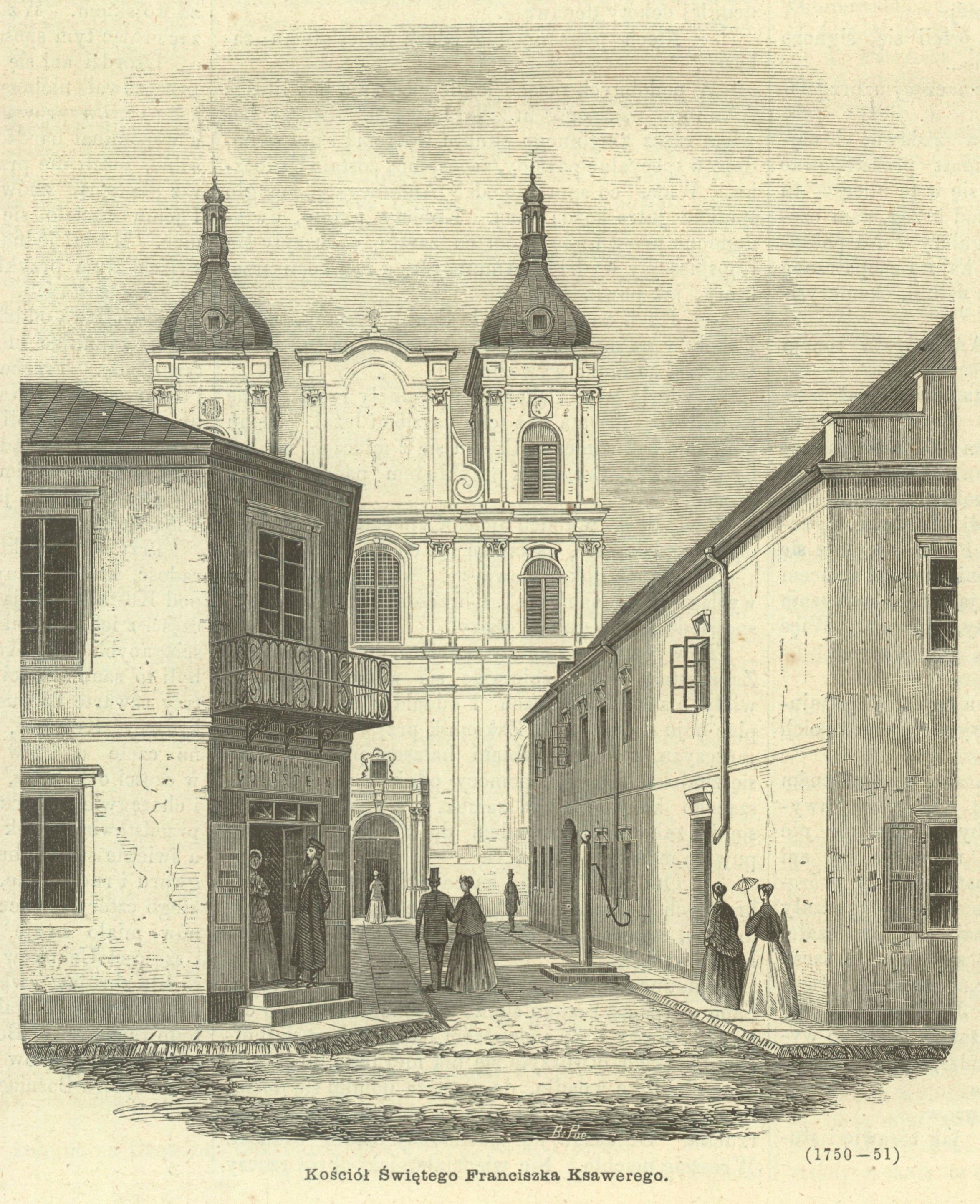
Widok kościoła od Rynku i ul. Konarskiego, 1870.
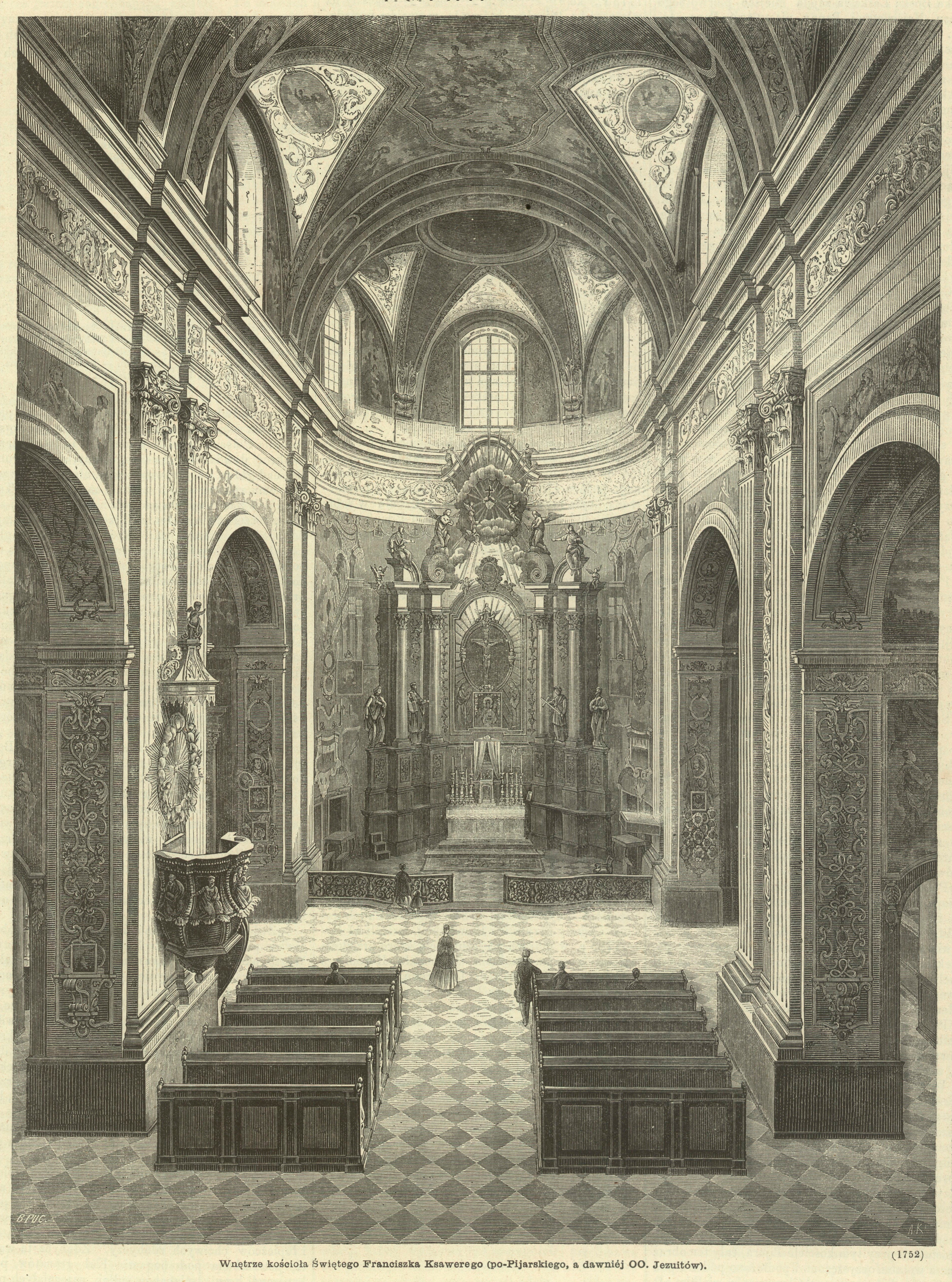
Wnętrze kościoła w 1870.
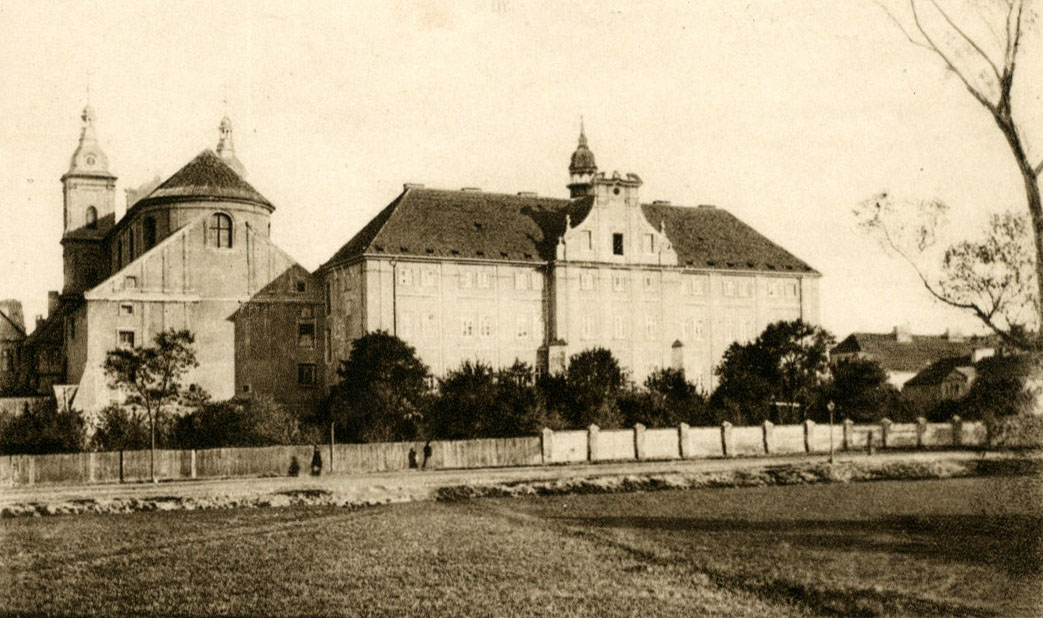
Zdjęcie kościoła i kolegium sprzed 1870

Wygląd zewnętrzny
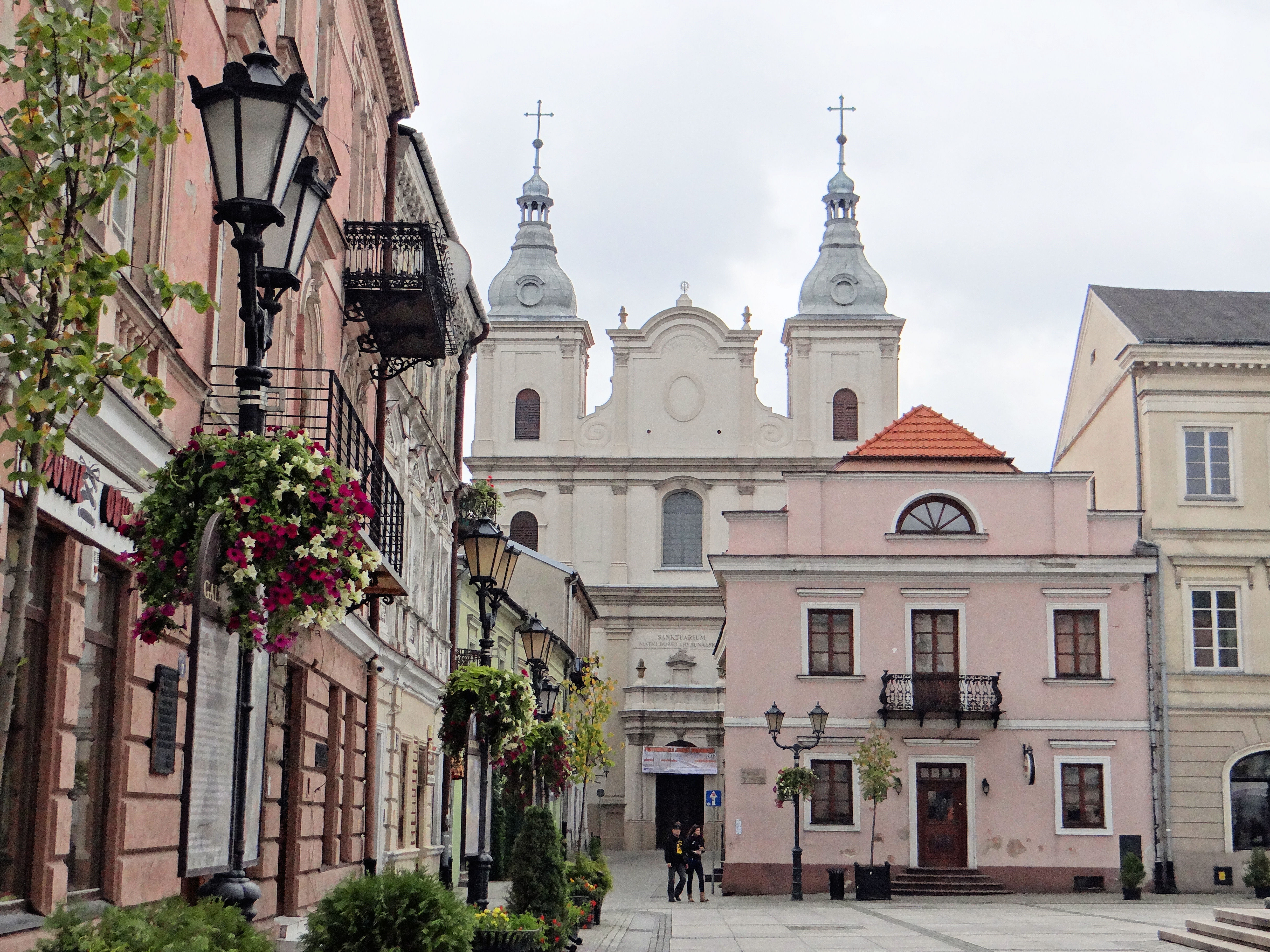
Widok z Rynku Trybunalskiego
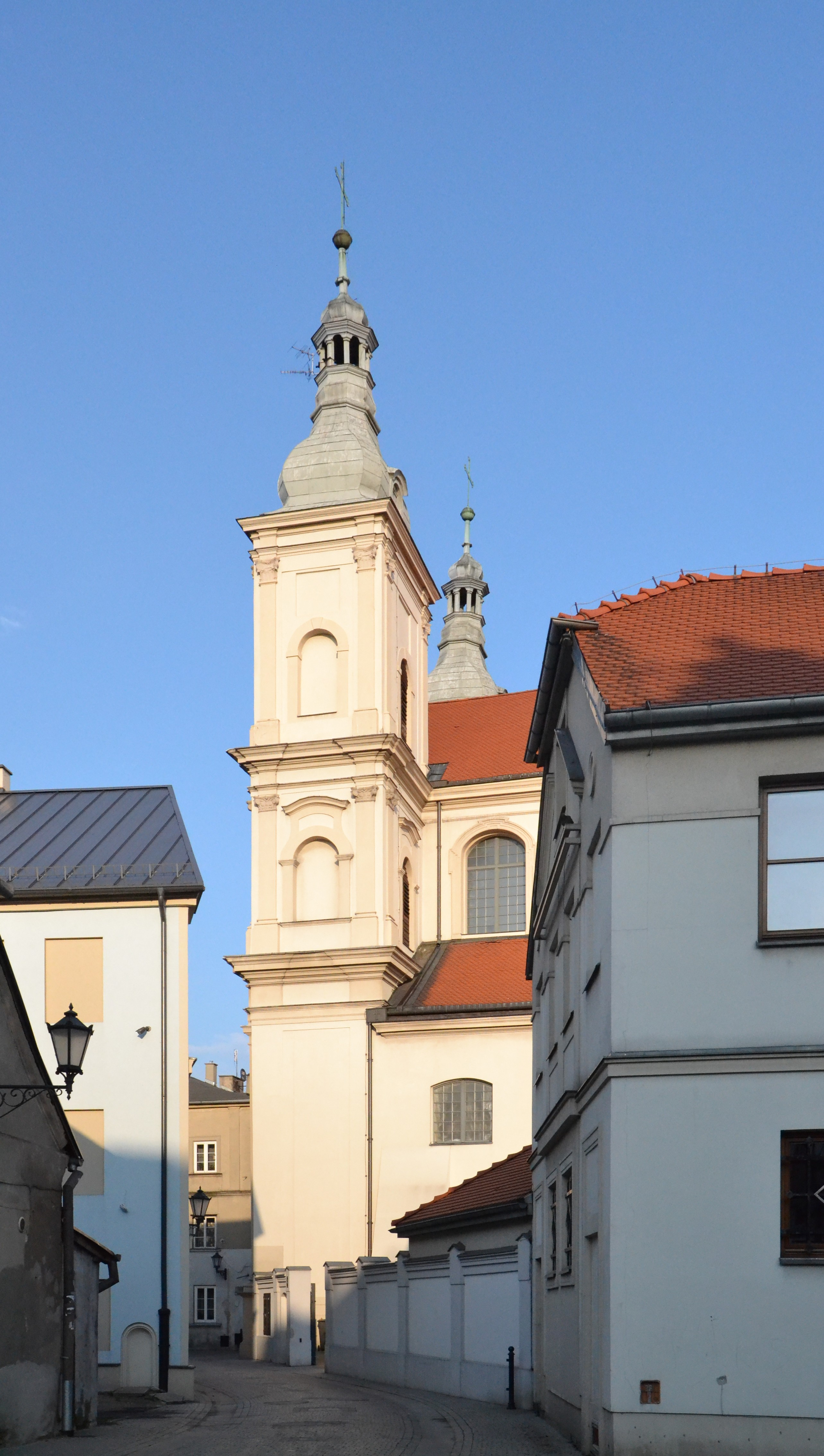
Widok z prawej od ul. Pijarskiej
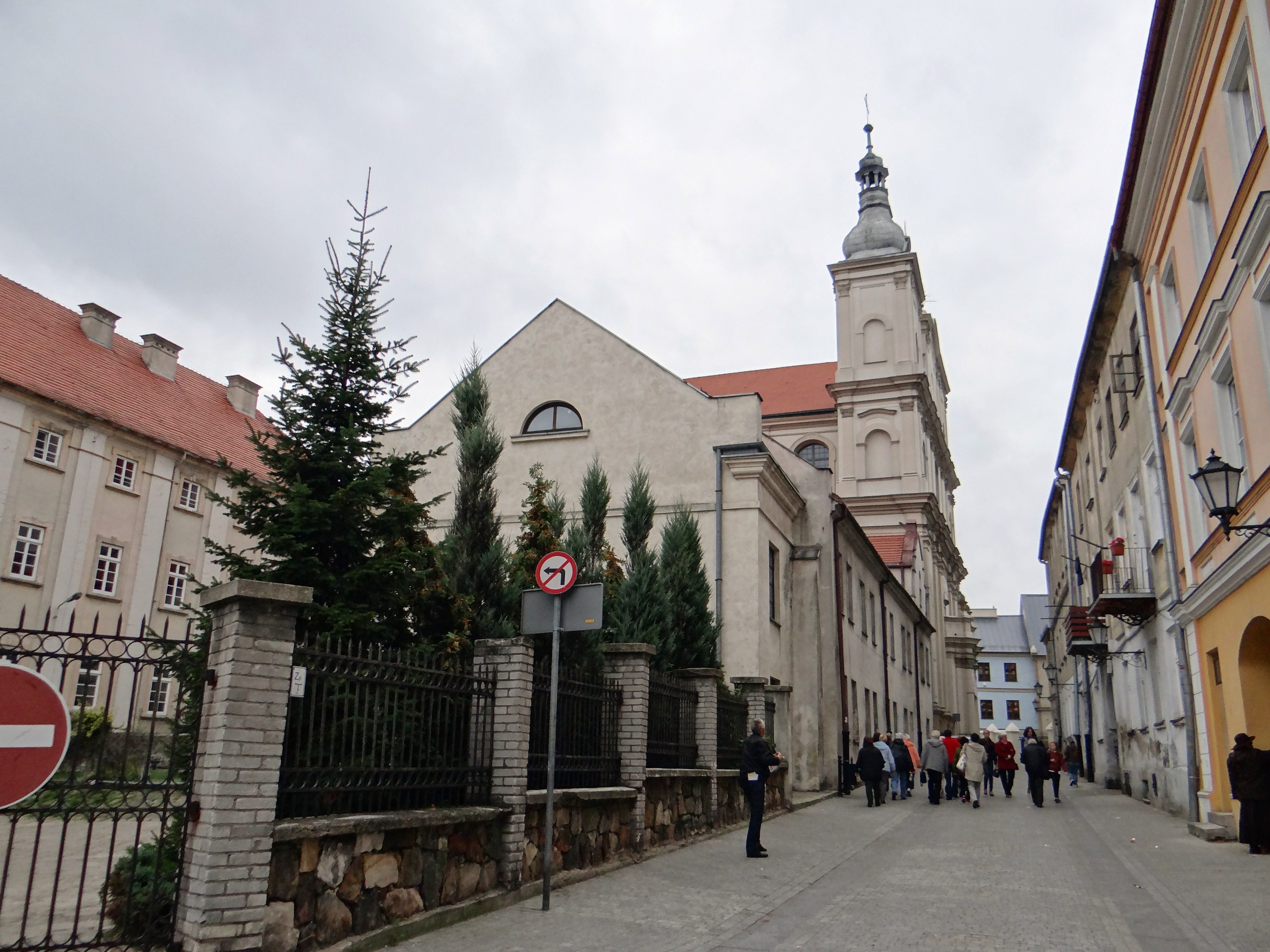
Widok z lewej od ul. Pijarskiej

Wnętrza
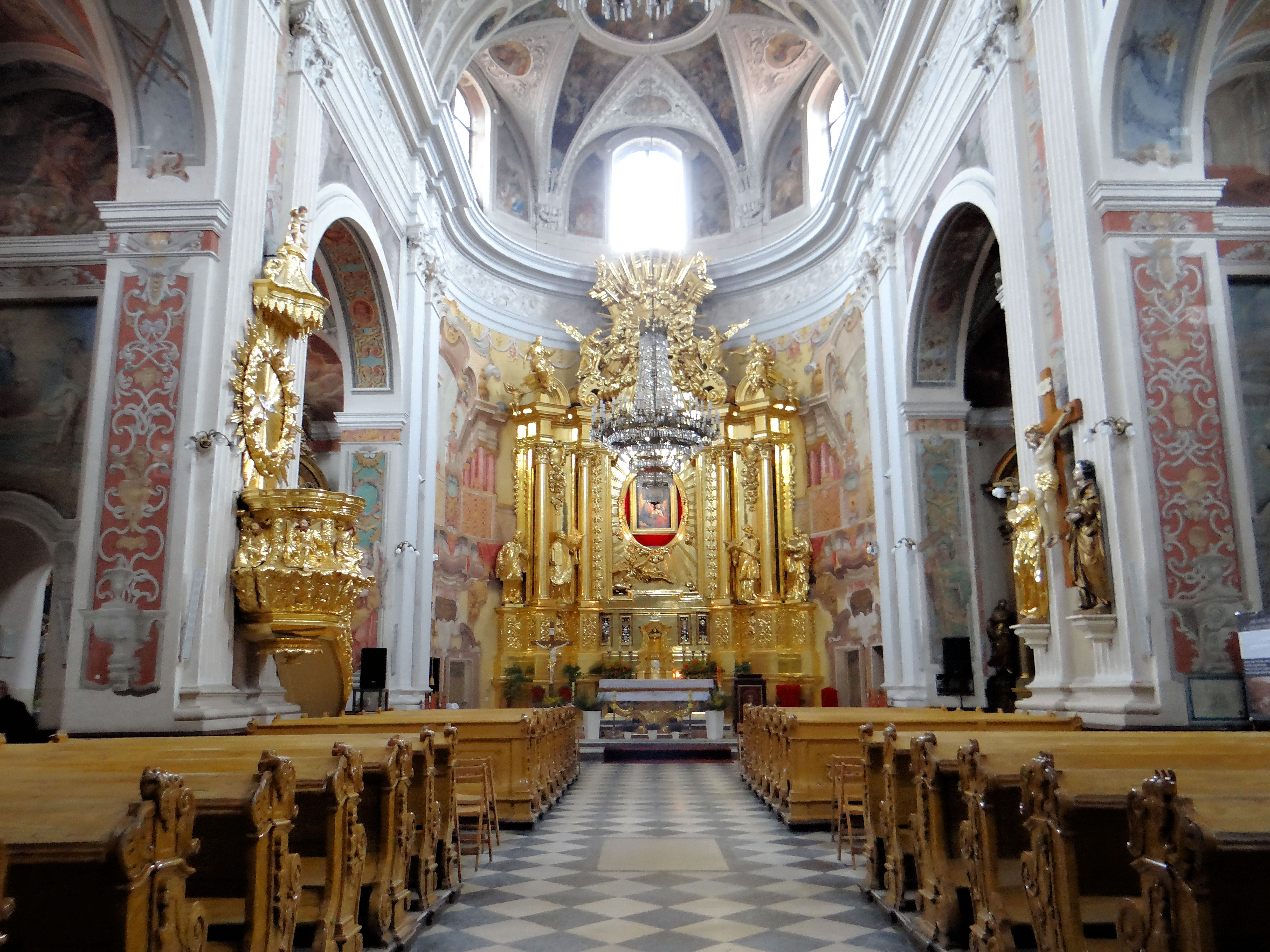
Widok w stronę ołtarza głównego
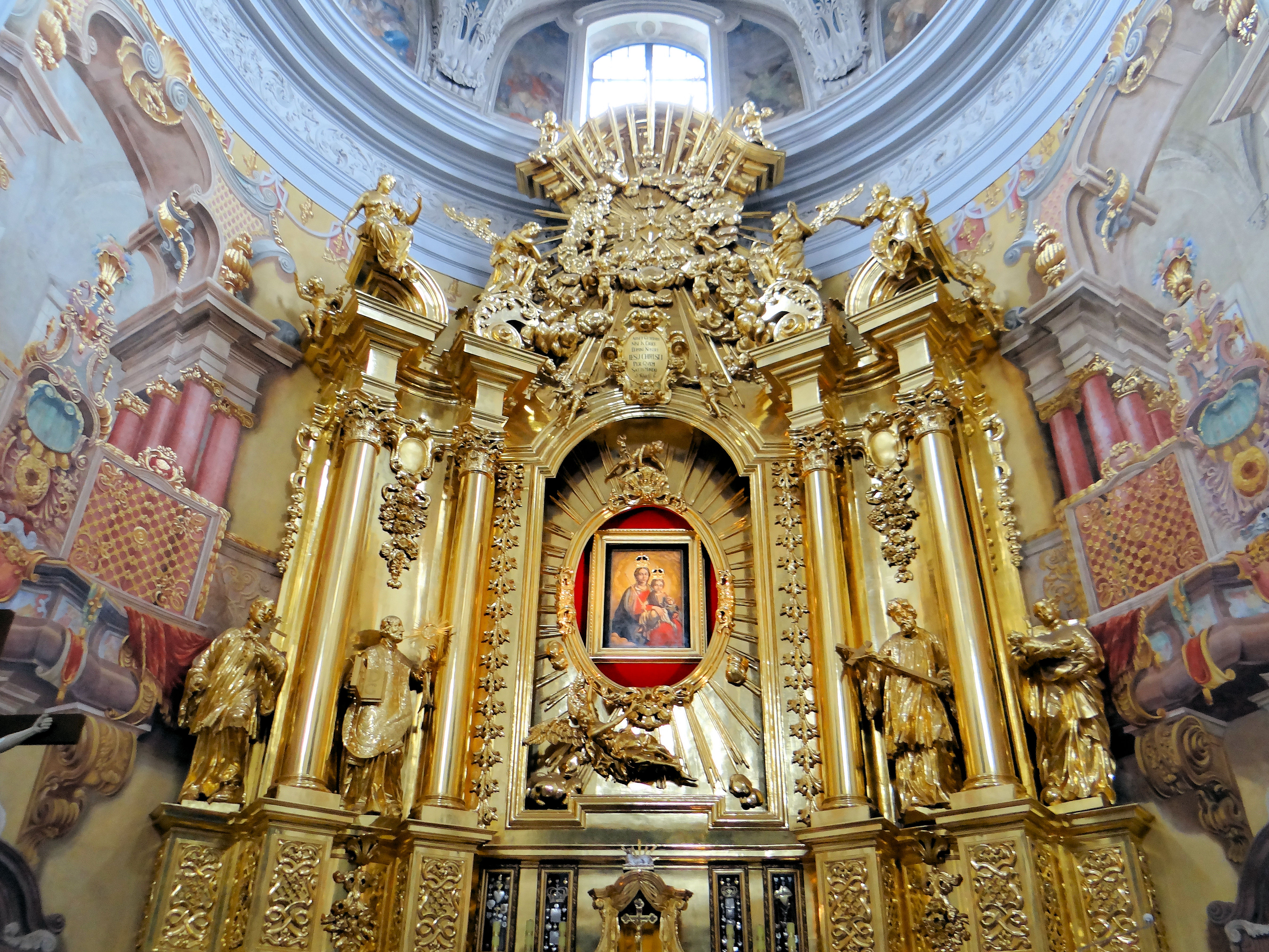
Ołtarz główny
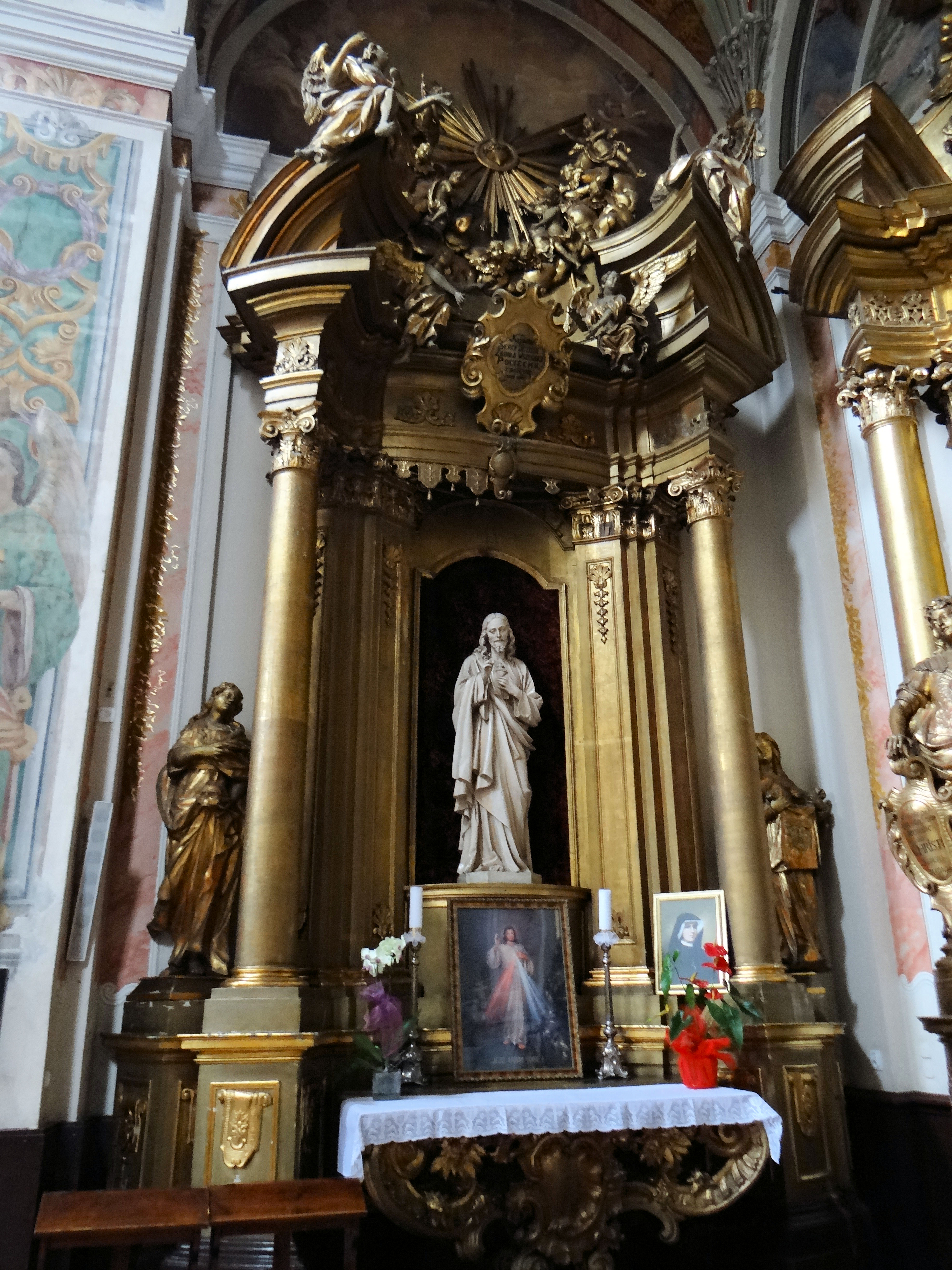
Ołtarz boczny Serca Jezusowego
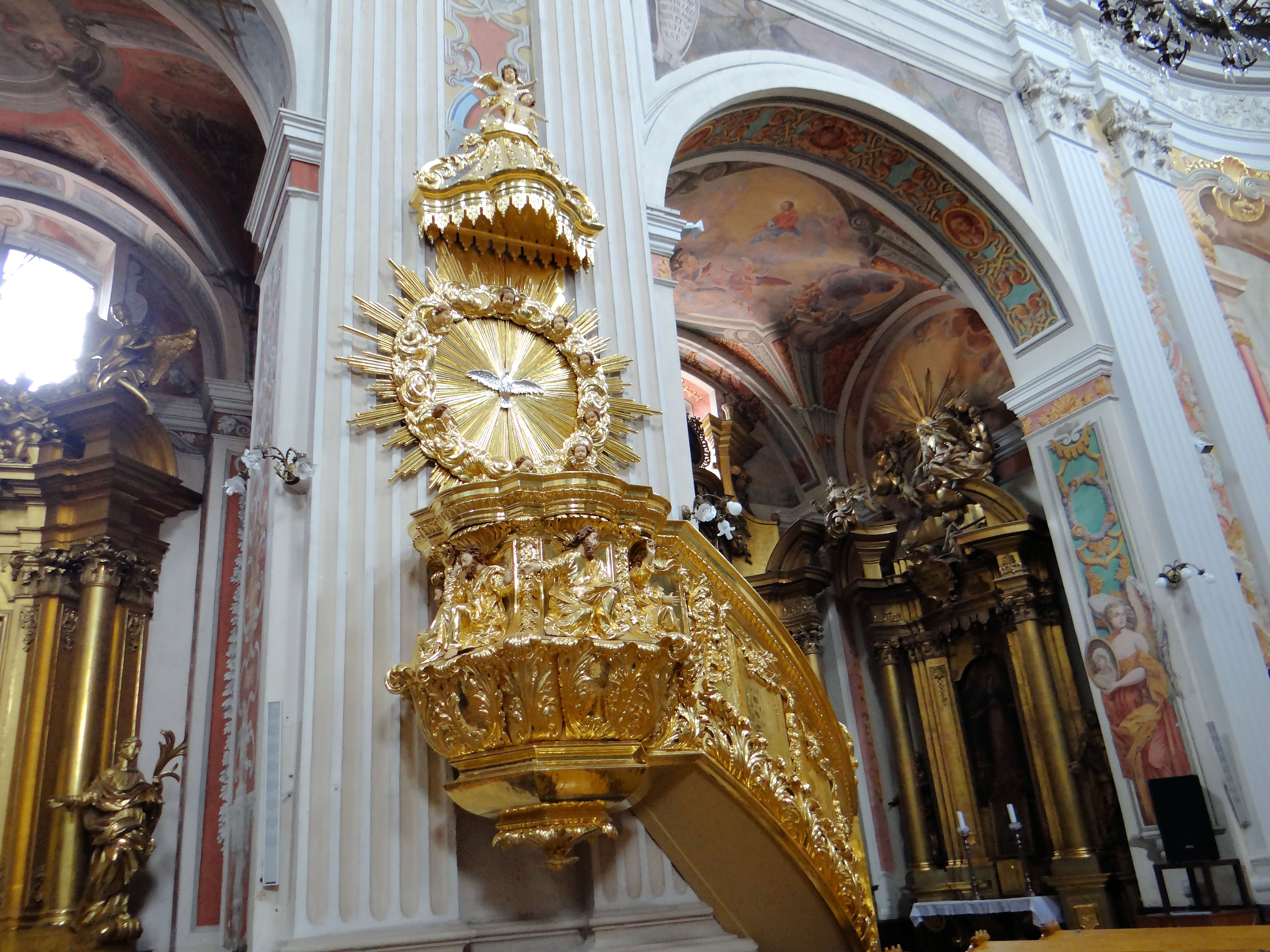
Ambona
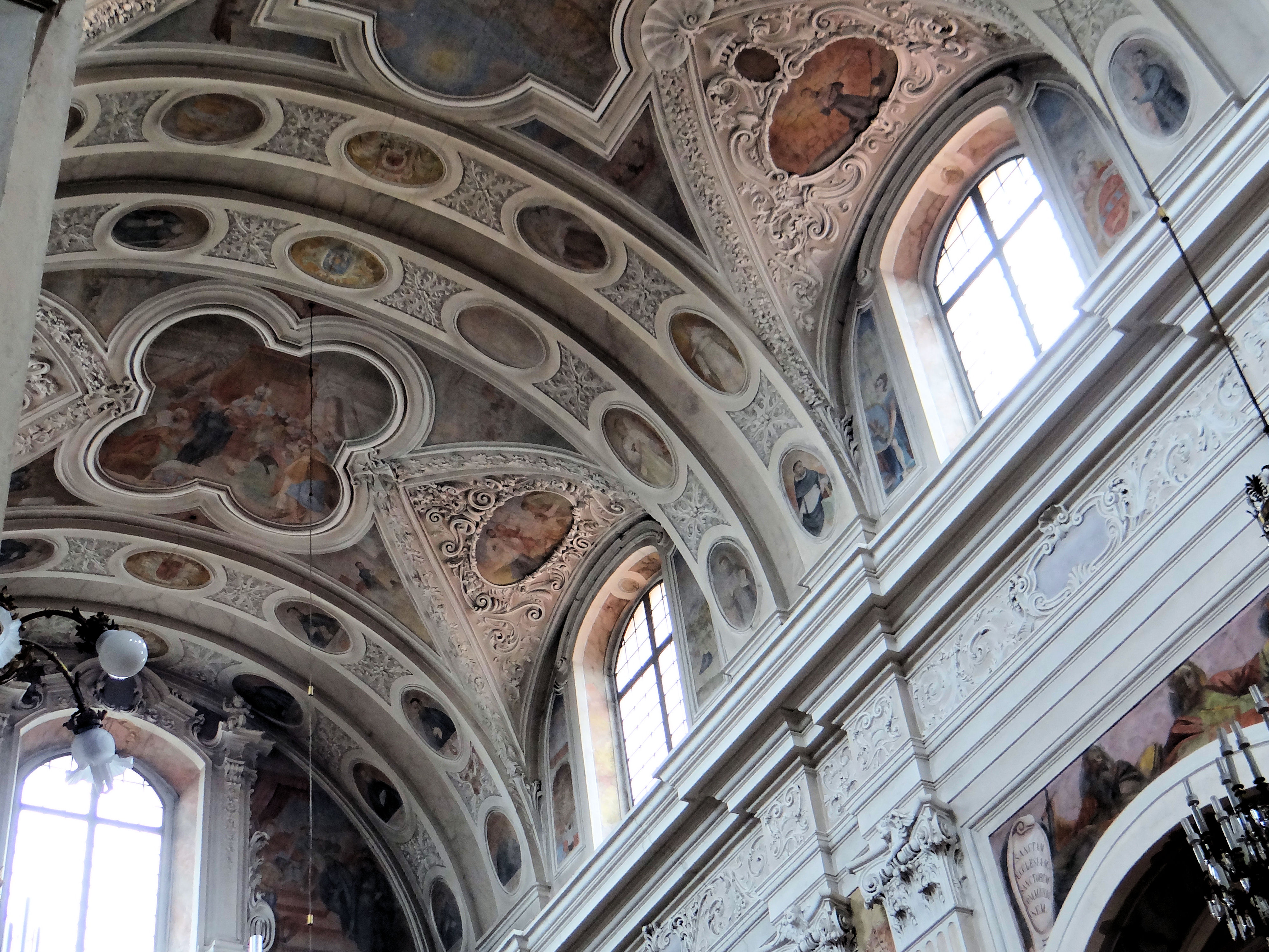
Zdobienia nawy głównej
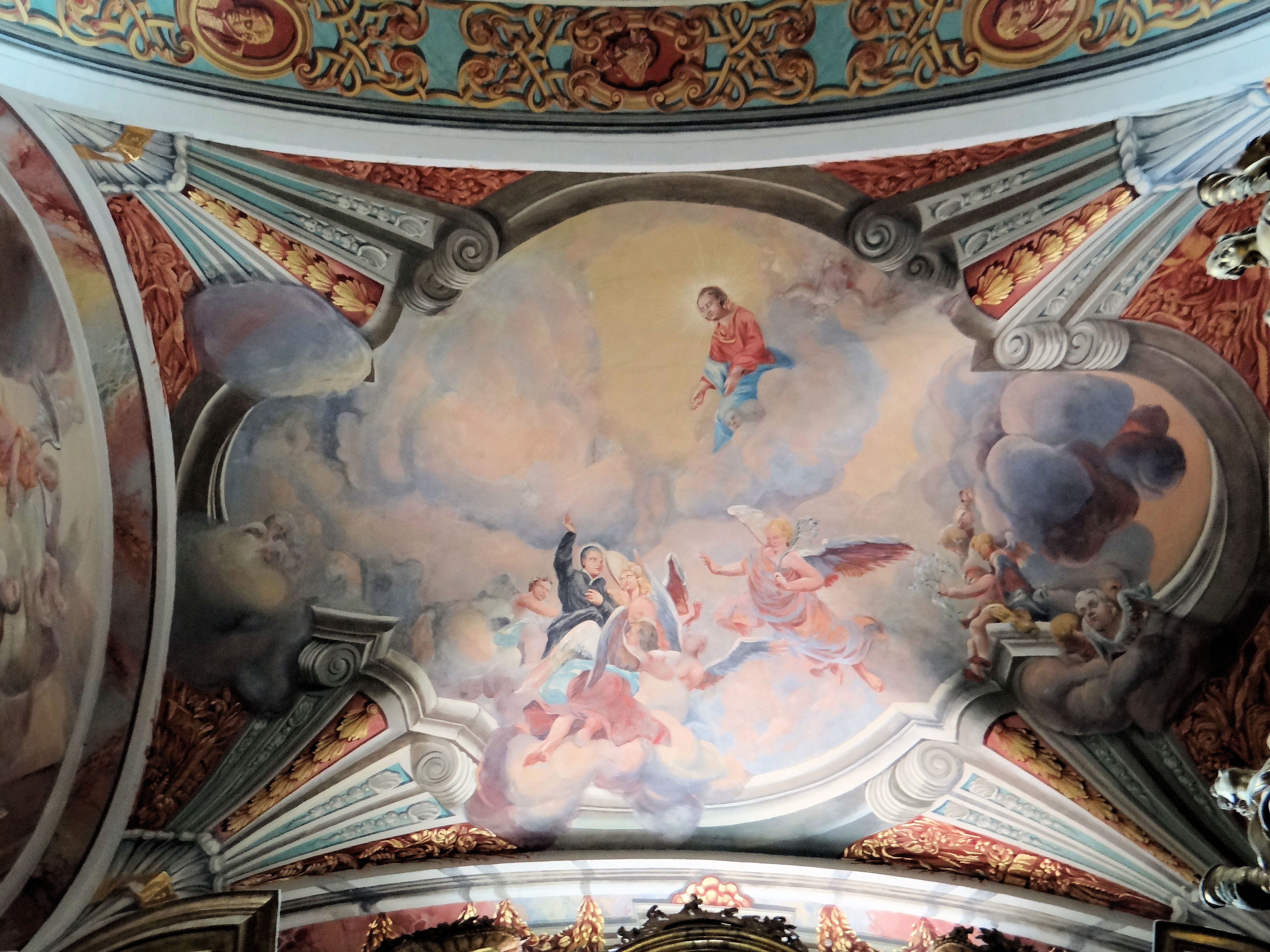
Freski na sklepieniu
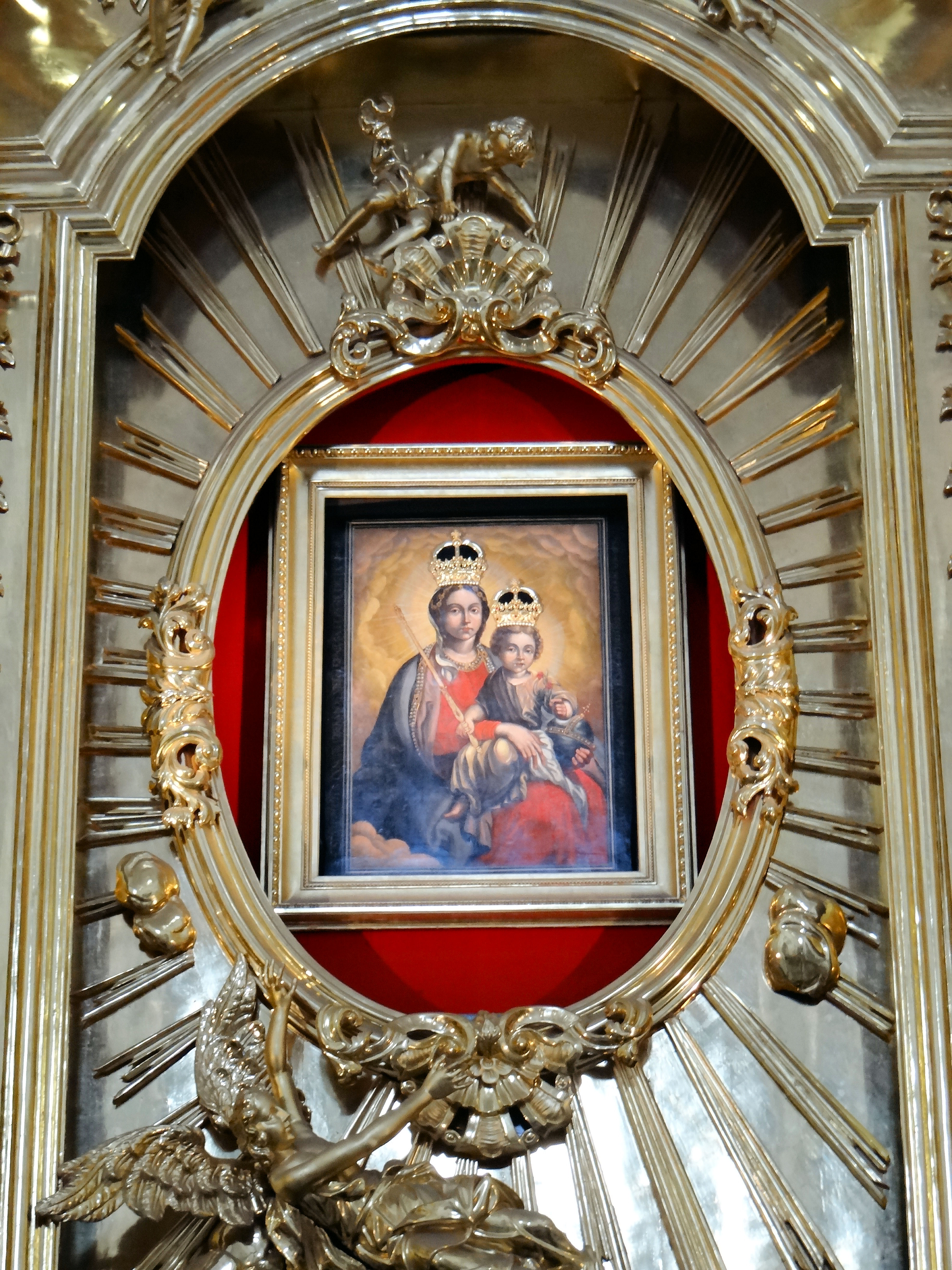
Obraz Matki Bożej Trybunalskiej